# Ezequiel Maggiolo
Ezequiel Carlos Maggiolo (Buenos Aires, Argentina, 15 de junio de 1977) es un exfutbolista y entrenador argentino que se desempeñó en la posición de delantero. Se destacó principalmente en Tigre y Estudiantes de La Plata.

## Historia
Empezó su carrera jugando para Tigre, club en el que convirtió 38 goles en 82 partidos. En 1998, ayudó a ganar el ascenso a la Primera B Nacional. En 1999 fue transferido al club ecuatoriano LDU Quito, donde anotó 15 goles en 38 partidos, contribuyendo a la excelente temporada que ganó el campeonato ecuatoriano de fútbol. 
Regresó en 2000 a Argentina para jugar en Los Andes, recién promovido a la Primera División. A pesar de los 11 goles, Los Andes perdió la categoría. Pasó a la suguiente temporada a Estudiantes de La Plata, club en el que jugó hasta la temporada 2005, convirtiendo 28 goles en 91 partidos. Luego pasó una temporada por Olimpo de Bahía Blanca, club con el que otra vez descendió, pese a convertir 14 goles en 33 partidos. En el 2006 regresó a Estudiantes, teniendo mayormente un rol de suplente. En sus dos pasos por el Pincha convirtió 40 goles en 149 partidos.
En el año 2008 fue cedido a préstamo al club Indios de Ciudad Juárez de México, donde marcó 9 goles en 37 partidos. Los recién ascendidos fueron la sorpresa del torneo, donde en la Liguilla eliminó al campeón Toluca, y perdió ajustadamente la semifinal contra Pachuca.
En el 2009, pasó a préstamo al club Atlético Nacional de Colombia, donde marcó 18 goles en 38 partidos. En 2010 regresó a Olimpo de Bahía Blanca, y en la temporada siguiente, en el 2011, volvió a Tigre.
En julio del 2013 firmó por una temporada con el club Belgrano de Córdoba. Convierte sus 2 primeros goles con el Pirata en la victoria 3 a 2 ante Atlético de Rafaela.
Ya en 2016 empezó su carrera como director técnico acompañando como ayudante de campo a Fernando Ortiz en la reserva de Estudiantes de la Plata. Siguió en ese cargo hasta junio de 2017. Ese mismo año pasó a ser parte del cuerpo técnico de Lucas Nardi en Quilmes. En 2022 volvió al cuerpo técnico de Quilmes como asistente de Leandro Benítez.

## Trayectoria

### Como jugador
| Club                    | País      | Período   | PJ  | G   |
| ----------------------- | --------- | --------- | --- | --- |
| Tigre                   | Argentina | 1996-1999 | 82  | 36  |
| LDU Quito               | Ecuador   | 1999-2000 | 38  | 15  |
| Estudiantes de La Plata | Argentina | 2001-2005 | 75  | 29  |
| Olimpo                  | Argentina | 2005-2006 | 33  | 19  |
| Estudiantes de La Plata | Argentina | 2006-2008 | 53  | 21  |
| Indios FC               | México    | 2008-2009 | 24  | 9   |
| Atlético Nacional       | Colombia  | 2009-2011 | 51  | 18  |
| Tigre                   | Argentina | 2011-2013 | 73  | 10  |
| Belgrano                | Argentina | 2013-2014 | 17  | 4   |
| All Boys                | Argentina | 2014      | 9   | 0   |
| Total                   | Total     | Total     | 504 | 161 |

### Como ayudante de campo
| Club                              | País      | Período   | Director técnico   |
| --------------------------------- | --------- | --------- | ------------------ |
| Estudiantes de La Plata (reserva) | Argentina | 2016-2017 | Fernando Ortiz     |
| Tigre                             | Argentina | 2018-2019 | Mariano Echeverría |
| Quilmes                           | Argentina | 2017      | Lucas Nardi        |
| Quilmes                           | Argentina | 2022      | Leandro Benítez    |

## Palmarés

### Campeonatos nacionales
| Éxito                 | Club                    | País      | Año    |
| --------------------- | ----------------------- | --------- | ------ |
| Ascenso al Nacional B | Tigre                   | Argentina | 1998   |
| Serie A               | LDU Quito               | Ecuador   | 1999   |
| Primera División      | Estudiantes de La Plata | Argentina | A-2006 |